# Połchowo (gromada)
Połchowo – dawna gromada, czyli najmniejsza jednostka podziału terytorialnego Polskiej Rzeczypospolitej Ludowej w latach 1954–1972.
Gromady, z gromadzkimi radami narodowymi (GRN) jako organami władzy najniższego stopnia na wsi, funkcjonowały od reformy reorganizującej administrację wiejską przeprowadzonej jesienią 1954 do momentu ich zniesienia z dniem 1 stycznia 1973, tym samym wypierając organizację gminną w latach 1954–1972.
Gromadę Połchowo z siedzibą GRN w Połchowie utworzono – jako jedną z 8759 gromad na obszarze Polski – w powiecie wejherowskim w woj. gdańskim na mocy uchwały nr 26/III/54 WRN w Gdańsku z dnia 5 października 1954. W skład jednostki weszły obszary dotychczasowych gromad Połchowo, Sławutowo i Rekowo ze zniesionej gminy Puck w tymże powiecie.
13 listopada 1954 (z mocą obowiązującą od 1 października 1954) gromada weszła w skład nowo utworzonego powiatu puckiego w tymże województwie, gdzie ustalono dla niej 18 członków gromadzkiej rady narodowej.
1 stycznia 1972 gromadę zniesiono, a jej obszar włączono do gromad: Połczyno z siedzibą w Pucku (tereny z obrębów Sławutowo, Rekowo i Połchowo o ogólnej powierzchni 2148,73 ha) i Żelistrzewo (tereny z obrębów Sławutowo, Rekowo i Połchowo o ogólnej powierzchni 832,27 ha) w tymże powiecie.